# Wiktor Turin
Wiktor Aleksandrowicz Turin (ros. Виктор Александрович Турин, ur. 1895, zm. 15 maja 1945) – radziecki scenarzysta i reżyser filmów dokumentalnych.

## Życiorys
Urodzony w 1895 roku w Sankt Petersburgu, studiował w szkole teatralnej. W 1912 roku udał się do krewnych w Bostonie (USA). Ukończył Massachusetts Institute of Technology (1913-1916). Przez pięć lat pracował w Hollywood jako aktor i librecista.
Zrealizował filmy dokumentalne Turksib (1929), Bakijczycy (1938).
W latach 1943–1945 starszy konsultant "Sojuzintorgkino". Zmarł w 1945 roku.

## Wybrana filmografia
- 1929: Turksib
- 1938: Bakijczycy